# Leptocera caenosa
Leptocera caenosa – gatunek muchówki z rodziny Sphaeroceridae i podrodziny Limosininae.
Gatunek ten opisany został w 1880 roku przez Camillo Róndaniego jako Limosina caenosa.
Muchówka o ciele długości od 2 do 2,5 mm. Głowę ma w widoku bocznym nieco wypukłą ponad oczami. Czułki mają długo owłosione aristy. Tułów jej cechuje się: wszystkimi szczecinkami śródplecowymi skierowanymi w tył, szczecinkami środkowymi grzbietu wyraźnie się odróżniającymi pośród owłosienia śródplecza, nagą tarczką z czterema szczecinkami wzdłuż tylnego brzegu. Skrzydła mają szczecinki na pierwszym sektorze żyłki kostalnej 3–4 razy dłuższe niż na drugim jej sektorze. Ich użyłkowanie odznacza się wierzchołkiem żyłki radialnej R4+5 nieco zakrzywionym ku przodowi. Środkowa para odnóży ma pierwszy człon stopy z długą szczecinką na spodzie, zaś brzuszną stronę goleni pozbawioną szczecinki wierzchołkowej, ale wyposażoną w szczecinkę przedwierzchołkową. Odwłok cechuje długo i gęsto oszczecone hypopygium, a u samicy także niepodzielony siódmy tergit.
Gatunek kosmopolityczny. W Europie znany z większości krajów, w tym z Polski. Często spotykany na oknach.